# Szolnoki járás
A Szolnoki járás Jász-Nagykun-Szolnok vármegyéhez tartozó járás Magyarországon, amely 2013-ban jött létre. Székhelye Szolnok. Területe 914,48 km², népessége 119 380 fő, népsűrűsége 131 fő/km² volt a 2012. évi adatok szerint. Öt város (Szolnok, Besenyszög, Martfű, Rákóczifalva és Újszász) és 13 község tartozik hozzá.
A Szolnoki járás a járások 1983-as megszüntetése előtt is létezett, ezen a néven az 1950-es járásrendezéstől kezdve, ezt megelőzően Központi járás volt a neve és 1923-ban hozták létre.

## Települései
| Település     | Rang (2013. július 15.)         | Kistérség (2013. január 1.) | Népesség (2012. január 1.) | Terület (km²) |
| ------------- | ------------------------------- | --------------------------- | -------------------------- | ------------- |
| Szolnok       | megyeszékhely megyei jogú város | Szolnoki                    | 74 341                     | 187,24        |
| Besenyszög    | város                           | Szolnoki                    | 3 372                      | 138,08        |
| Martfű        | város                           | Szolnoki                    | 6 435                      | 23,08         |
| Rákóczifalva  | város                           | Szolnoki                    | 5 359                      | 35,94         |
| Újszász       | város                           | Szolnoki                    | 6 360                      | 58,2          |
| Csataszög     | község                          | Szolnoki                    | 295                        | 11,21         |
| Hunyadfalva   | község                          | Szolnoki                    | 169                        | 5,35          |
| Kőtelek       | község                          | Szolnoki                    | 1 571                      | 45,14         |
| Nagykörű      | község                          | Szolnoki                    | 1 651                      | 42,81         |
| Rákócziújfalu | község                          | Szolnoki                    | 2 002                      | 19,61         |
| Szajol        | község                          | Szolnoki                    | 3 734                      | 36,97         |
| Szászberek    | község                          | Szolnoki                    | 969                        | 39,22         |
| Tiszajenő     | község                          | Szolnoki                    | 1 642                      | 28,19         |
| Tiszasüly     | község                          | Szolnoki                    | 1 370                      | 91,77         |
| Tiszavárkony  | község                          | Szolnoki                    | 1 526                      | 35,62         |
| Tószeg        | község                          | Szolnoki                    | 4 380                      | 59,17         |
| Vezseny       | község                          | Szolnoki                    | 692                        | 25,17         |
| Zagyvarékas   | község                          | Szolnoki                    | 3 512                      | 31,71         |

## Története
A Szolnoki járás az 1950-es járásrendezés során jött létre 1950. június 1-jén az addigi Központi járás nevének megváltoztatásával.
Területe többször is megnövekedett, főképp szomszédos járások (Jászapáti, Törökszentmiklósi) megszűnése folytán, viszont 1974-ben négy községét a Szolnoki városkörnyékhez osztották be.
1984. január 1-jétől új közigazgatási beosztás lépett életbe, ezért 1983. december 31-én valamennyi járás megszűnt, így a Szolnoki is, községei a Szolnoki, a Törökszentmiklósi és a Kisújszállási városkörnyékhez kerültek.

### Községei 1950 és 1983 között
Az alábbi táblázat felsorolja a Szolnoki járáshoz tartozott községeket, bemutatva, hogy mikor tartoztak ide, és hogy hova tartoztak megelőzően, illetve később.
| Község        | Mikortól           | Honnan                                           | Meddig             | Hova                              |
| ------------- | ------------------ | ------------------------------------------------ | ------------------ | --------------------------------- |
| Besenyszög    | 1950. június 1.    | Központi járásból                                | 1983. december 31. | Szolnoki városkörnyékhez          |
| Fegyvernek    | 1974. december 31. | Törökszentmiklósi járástól                       | 1983. december 31. | Törökszentmiklósi városkörnyékhez |
| Jászladány    | 1961. november 1.  | Jászapáti járásból                               | 1974. december 30. | Jászberényi járáshoz              |
| Kenderes      | 1974. december 31. | Törökszentmiklósi járástól                       | 1983. december 31. | Kisújszállási városkörnyékhez     |
| Kengyel       | 1974. december 31. | Törökszentmiklósi járástól                       | 1983. december 31. | Törökszentmiklósi városkörnyékhez |
| Kőtelek       | 1950. június 1.    | Központi járásból                                | 1983. december 31. | Szolnoki városkörnyékhez          |
| Kuncsorba     | 1974. december 31. | Törökszentmiklósi járástól                       | 1983. december 31. | Törökszentmiklósi városkörnyékhez |
| Kunhegyes     | 1974. december 31. | Törökszentmiklósi járástól                       | 1983. december 31. | Kisújszállási városkörnyékhez     |
| Martfű        | 1950. június 1.    | Központi járásból                                | 1983. december 31. | Szolnoki városkörnyékhez          |
| Mezőhék       | 1952. január 1.    | Mezőtúr, Öcsöd és Tiszaföldvár területéből       | 1974. december 30. | Kunszentmártoni járáshoz          |
| Nagykörű      | 1950. június 1.    | Központi járásból                                | 1983. december 31. | Szolnoki városkörnyékhez          |
| Örményes      | 1974. december 31. | Törökszentmiklósi járástól                       | 1983. december 31. | Törökszentmiklósi városkörnyékhez |
| Rákóczifalva  | 1950. június 1.    | Központi járásból                                | 1974. december 30. | Szolnoki városkörnyékhez          |
| Rákócziújfalu | 1950. június 1.    | Központi járásból                                | 1983. december 31. | Szolnoki városkörnyékhez          |
| Szajol        | 1950. június 1.    | Központi járásból                                | 1974. december 30. | Szolnoki városkörnyékhez          |
| Szandaszőlős  | 1950. június 1.    | Központi járásból                                | 1962. december 30. | Szolnok városhoz                  |
| Szászberek    | 1950. június 1.    | Központi járásból                                | 1983. december 31. | Szolnoki városkörnyékhez          |
| Tiszabő       | 1974. december 31. | Törökszentmiklósi járástól                       | 1983. december 31. | Törökszentmiklósi városkörnyékhez |
| Tiszaföldvár  | 1950. június 1.    | Központi járásból                                | 1983. december 31. | Szolnoki városkörnyékhez          |
| Tiszajenő     | 1954               | Jászkarajenő (Pest megye) és Vezseny területéből | 1983. december 31. | Szolnoki városkörnyékhez          |
| Tiszasüly     | 1961. november 1.  | Jászapáti járásból                               | 1983. december 31. | Szolnoki városkörnyékhez          |
| Tiszavárkony  | 1950. június 1.    | Központi járásból                                | 1974. december 30. | Szolnoki városkörnyékhez          |
| Tószeg        | 1950. június 1.    | Központi járásból                                | 1974. december 30. | Szolnoki városkörnyékhez          |
| Újszász       | 1950. június 1.    | Központi járásból                                | 1983. december 31. | Szolnoki városkörnyékhez          |
| Vezseny       | 1950. június 1.    | Központi járásból                                | 1983. december 31. | Szolnoki városkörnyékhez          |
| Zagyvarékas   | 1950. június 1.    | Központi járásból                                | 1983. december 31. | Szolnoki városkörnyékhez          |

### Történeti adatai
Megszűnése előtt, 1983 végén területe 1154 km², népessége pedig mintegy 77 ezer fő volt.